# Zelimchan Jandarbijev
Zelimchan Abdulmuslimovič Jandarbijev (rusky Зелимха́н Абдулмусли́мович Яндарби́ев, čečensky Яндарби́н Абду́л-Муслима́н ка́нт Зели́мха [Jandarbin Abdul-Musliman kant Zelimcha]; 12. září 1952 Kazachstán – 13. února 2004 Dauhá) byl čečenský spisovatel a politik, od 21. dubna 1996 do 12. února 1997 v pořadí druhý prezident separatistické Čečenské republiky Ičkeria.
Podle Ruska, Spojených států a OSN byl ve spojení s al-Káidou. V roce 2004 byl na Jandarbijeva spáchán v Kataru úspěšný atentát.